# Jastrebac (gmina Vlasotince)
Jastrebac (cyr. Јастребац) – wieś w Serbii, w okręgu jablanickim, w gminie Vlasotince. W 2011 roku liczyła 390 mieszkańców.